# Lena Micheel
Lena Micheel (* 29. April 1998 in Berlin) ist eine deutsche Hockeyspielerin, die 2019 und 2021 Europameisterschaftszweite war.

## Sportliche Karriere
Die Mittelfeldspielerin begann in der Jugend bei Zehlendorf 88 mit dem Hockeyspielen. 2013 wechselte sie innerhalb Berlins zu TuS Lichterfelde, mit denen sie 2015 in die Damen-Bundesliga aufstieg, bevor sie 2016 zum Uhlenhorster HC nach Hamburg wechselte.
Von 2013 bis 2017 nahm sie an 55 Länderspielen in den verschiedenen Altersklassen im Juniorinnen-Bereich teil. Ihre größten Erfolge waren der zweite Platz 2015 und 2016 bei der U18-Europameisterschaft und der fünfte Platz 2016 bei der U21-Weltmeisterschaft.
2018 debütierte sie in der Nationalmannschaft. Bei der Feldhockey-Weltmeisterschaft 2018 in London gewann die deutsche Mannschaft ihre Vorrundengruppe. Im Viertelfinale schieden die Deutschen gegen die Spanierinnen aus. Im Jahr darauf bei der Europameisterschaft 2019 in Antwerpen belegten die deutschen Damen in der Vorrunde den zweiten Platz hinter den Engländerinnen, das Spiel zwischen den beiden Mannschaften endete 1:1. Im Halbfinale schlugen die Deutschen die Spanierinnen mit 3:2, im Finale unterlagen sie den Niederländerinnen mit 0:2.
2021 fand die Europameisterschaft in Amstelveen statt. Die deutsche Mannschaft gewann ihre Vorrundengruppe vor den Belgierinnen. Im Halbfinale siegte die deutsche Mannschaft mit 4:1 gegen Spanien, im Finale siegten die Niederländerinnen mit 2:0. Bei den Olympischen Spielen in Tokio belegte die deutsche Mannschaft den zweiten Platz in der Vorrunde. Im Viertelfinale schieden die Deutschen mit 0:3 gegen die Argentinierinnen aus. 2022 belegte Micheel mit der deutschen Mannschaft den vierten Platz bei der Weltmeisterschaft. Im Jahr darauf wurde die Mannschaft Dritte bei der Europameisterschaft in Mönchengladbach. Bei den Olympischen Spielen 2024 schied die deutsche Mannschaft im Viertelfinale nach Penaltyschießen aus.
Lena Micheel bestritt 108 Länderspiele. (Stand 14. Juni 2024) 